# Schroebrug
De Schroebrug is een ophaalbrug in Middelburg die zorgt voor de verbinding van de Schroeweg over het Kanaal door Walcheren.
De bouw werd definitief vergund in 1969 door toenmalig burgemeester Job Drijber. Naast ontlasting van het stadscentrum van verkeer en ter ontlasting van de Stationsbrug was ook de betere verbinding met Middelburg-Zuid bepalend voor de beslissing. De locatie werd vastgelegd daar waar nog voor de aanleg van het kanaal door Walcheren in het verlengde van de Vlissingsche Poort tot 1868 een ophaalbrug had gestaan.  De nieuwe ophaalbrug werd een verwijzing naar deze oude brug. De ophaalbrug werd op 19 december 1970 in gebruik genomen en plechtig geopend in aanwezigheid van minister Bakker. Bij de opening waren er protestacties voor Oosterschelde open.
In 2008 is de brug uitgebreid met een naastliggende losse 4,5 meter brede voetgangersbrug in dezelfde stijl en dimensies, De Loper. Dit liet toe op de Schroebrug zelf de voetpaden te hergebruiken als fietspaden. 
In 2011 werd de brug sterk ontlast door de ingebruikname zo'n anderhalve kilometer meer noordoostelijk gelegen van een derde oeververbinding, die in tegenstelling tot de twee bruggen een vaste-oeververbinding is, het Dampoort-aquaduct.
Voor zowel de Schroebrug als de Loper is de doorvaartbreedte 20 meter, en de onderdoorvaarthoogte 1½ meter. De bediening vindt plaats vanuit de sluis Vlissingen.